# Alexsandro de Souza
Alexsandro de Souza, más conocido como Alex (Curitiba, 14 de septiembre de 1977), es un exfutbolista brasileño que jugaba como mediapunta. Actualmente sin club.
El 9 de abril de 2006, marcó 2 goles en liga contra el Sivasspor, el segundo de ellos fue el número 250 de su carrera. En 1999 fue nombrado por la IFFHS como máximo goleador a nivel mundial.
Se convirtió en el capitán del Fenerbahçe tras la marcha de los capitanes Ümit Özat al 1. FC Colonia y Tuncay Şanli al Middlesbrough FC. En octubre de 2014, Alex anunció su retiro del fútbol. Su último partido fue la victoria por 3-2 ante el Bahía el 7 de diciembre de 2014.

## Clubes

### Jugador
| Club              | País    | Año       |
| ----------------- | ------- | --------- |
| Coritiba          | Brasil  | 1995-1997 |
| Palmeiras         | Brasil  | 1997-2000 |
| Flamengo (cedido) | Brasil  | 2000-2001 |
| Palmeiras         | Brasil  | 2001-2002 |
| Parma             | Italia  | 2002      |
| Cruzeiro          | Brasil  | 2002-2004 |
| Fenerbahçe        | Turquía | 2004-2012 |
| Coritiba          | Brasil  | 2013-2014 |

### Entrenador
| Club        | País    | Año       |
| ----------- | ------- | --------- |
| Avaí        | Brasil  | 2023      |
| Antalyaspor | Turquía | 2024-act. |

## Estadísticas

### Como jugador
Datos actualizados al fin de la carrera deportiva.
| Coritiba · Brasil |               |               |     |     |     |    |    |    |     |    |    |     |     |      |      |
| 2.ª | 1995          | 27            | 4   | 25  | 2   | -  | -  | -  | -   | -  | -  | 52  | 6   | 0,11 |      |
| 1.ª | 1996          | 18            | 5   | 24  | 6   | 2  | 0  | -  | -   | -  | -  | 44  | 11  | 0,25 |      |
| 1.ª | 1997          | 2             | 2   | 20  | 13  | 4  | 2  | -  | -   | -  | -  | 26  | 17  | 0,65 |      |
| 1.ª | 2013          | 29            | 12  | 12  | 14  | 1  | 0  | 1  | 0   | -  | -  | 43  | 26  | 0,60 |      |
| 1.ª | 2014          | 26            | 6   | 8   | 4   | 3  | 0  | -  | -   | -  | -  | 37  | 10  | 0,27 |      |
| Total club | Total club    | 102           | 29  | 89  | 39  | 10 | 2  | 1  | 0   | 0  | 0  | 202 | 70  | 0,34 |      |
| Palmeiras · Brasil |               |               |     |     |     |    |    |    |     |    |    |     |     |      |      |
| 1.ª | 1997          | 28            | 7   | -   | -   | -  | -  | -  | -   | -  | -  | 28  | 7   | 0,25 |      |
| 1.ª | 1998          | 23            | 7   | 13  | 3   | 10 | 1  | 11 | 6   | 8  | 2  | 65  | 19  | 0,29 |      |
| 1.ª | 1999          | 14            | 5   | 12  | 5   | 9  | 2  | 22 | 7   | 3  | 0  | 60  | 19  | 0,31 |      |
| 1.ª | 2000          | -             | -   | 11  | 1   | 2  | 1  | 13 | 4   | 5  | 4  | 31  | 10  | 0,32 |      |
| 1.ª | 2001          | -             | -   | 14  | 8   | -  | -  | 12 | 4   | 4  | 1  | 30  | 13  | 0,43 |      |
| 1.ª | 2002          | -             | -   | -   | -   | 2  | 0  | -  | -   | 13 | 5  | 15  | 5   | 0,33 |      |
| Total club | Total club    | 65            | 19  | 50  | 17  | 23 | 4  | 58 | 21  | 33 | 15 | 229 | 73  | 0,31 |      |
| Flamengo · Brasil |               |               |     |     |     |    |    |    |     |    |    |     |     |      |      |
| 1.ª | 2000          | 10            | 3   | -   | -   | -  | -  | 2  | 0   | -  | -  | 12  | 3   | 0,25 |      |
| Total club | Total club    | 10            | 3   | 0   | 0   | 0  | 0  | 2  | 0   | 0  | 0  | 12  | 3   | 0,25 |      |
| Cruzeiro · Brasil |               |               |     |     |     |    |    |    |     |    |    |     |     |      |      |
| 1.ª | 2001          | 18            | 4   | -   | -   | -  | -  | -  | -   | 1  | 0  | 19  | 4   | 0,21 |      |
| 1.ª | 2002          | 13            | 2   | -   | -   | -  | -  | -  | -   | -  | -  | 13  | 2   | 0,15 |      |
| 1.ª | 2003          | 38            | 23  | 12  | 9   | 11 | 6  | 1  | 0   | -  | -  | 62  | 38  | 0,61 |      |
| 1.ª | 2004          | 5             | 2   | 17  | 14  | -  | -  | 7  | 3   | -  | -  | 29  | 19  | 0,65 |      |
| Total club | Total club    | 74            | 31  | 29  | 23  | 11 | 6  | 8  | 3   | 1  | 0  | 123 | 63  | 0,51 |      |
| Fenerbahçe Turquía |               |               |     |     |     |    |    |    |     |    |    |     |     |      |      |
| 1.ª | 2004-05       | 31            | 24  | -   | -   | 5  | 4  | 8  | 1   | -  | -  | 44  | 29  | 0,65 |      |
| 1.ª | 2005-06       | 31            | 14  | -   | -   | 8  | 2  | 6  | 3   | -  | -  | 45  | 20  | 0,44 |      |
| 1.ª | 2006-07       | 32            | 19  | -   | -   | 3  | 0  | 12 | 1   | -  | -  | 47  | 20  | 0,42 |      |
| 1.ª | 2007-08       | 28            | 14  | -   | -   | 3  | 0  | 12 | 4   | -  | -  | 43  | 18  | 0,41 |      |
| 1.ª | 2008-09       | 26            | 11  | -   | -   | 5  | 4  | 9  | 2   | -  | -  | 40  | 17  | 0,42 |      |
| 1.ª | 2009-10       | 26            | 11  | -   | -   | 9  | 7  | 8  | 3   | -  | -  | 43  | 21  | 0,48 |      |
| 1.ª | 2010-11       | 33            | 28  | -   | -   | 1  | 0  | 4  | 0   | -  | -  | 38  | 28  | 0,73 |      |
| 1.ª | 2011-12       | 33            | 14  | -   | -   | 3  | 3  | -  | -   | -  | -  | 36  | 17  | 0,47 |      |
| 1.ª | 2012-13       | 5             | 0   | -   | -   | 1  | 1  | 4  | 1   | -  | -  | 10  | 2   | 0,20 |      |
| Total club | Total club    | 245           | 135 | 0   | 0   | 38 | 21 | 63 | 15  | 0  | 0  | 342 | 172 | 0,50 |      |
| Total carrera | Total carrera | Total carrera | 492 | 217 | 168 | 79 | 82 | 33 | 132 | 39 | 34 | 15  | 908 | 380  | 0,41 |
| (1) Incluye datos del Campeonato Paranaense, Campeonato Paulista, Campeonato Mineiro. (2) Incluye datos de la Copa de Brasil, Copa de Turquía, Supercopa de Turquía. (3) Incluye datos de la Copa Mercosur, Copa Libertadores, Copa Intercontinental, Copa Sudamericana, Liga de Campeones de la UEFA, Liga Europa de la UEFA. (4) Incluye datos de la Torneo Río-São Paulo, Copa de Campeones. (5) No se consideran goles en encuentros amistosos. |               |               |     |     |     |    |    |    |     |    |    |     |     |      |      |

#### Selección nacional
| Selección       | Año   | Amistoso | Amistoso | Eliminatorias | Eliminatorias | Copa América | Copa América | Copa Confederaciones | Copa Confederaciones | Total | Total |
| Selección       | Año   | PJ       | G        | PJ            | G             | PJ           | G            | PJ                   | G                    | PJ    | G     |
| --------------- | ----- | -------- | -------- | ------------- | ------------- | ------------ | ------------ | -------------------- | -------------------- | ----- | ----- |
| Brasil · Brasil | 1998  | 2        | 0        | -             | -             | -            | -            | -                    | -                    | 2     | 0     |
| Brasil · Brasil | 1999  | 2        | 1        | -             | -             | 4            | 1            | 5                    | 4                    | 11    | 6     |
| Brasil · Brasil | 2000  | -        | -        | 7             | 1             | -            | -            | -                    | -                    | 7     | 1     |
| Brasil · Brasil | 2001  | 1        | 1        | -             | -             | 4            | 1            | -                    | -                    | 5     | 2     |
| Brasil · Brasil | 2002  | 1        | 0        | -             | -             | -            | -            | -                    | -                    | 1     | 0     |
| Brasil · Brasil | 2003  | -        | -        | 4             | 0             | -            | -            | 2                    | 1                    | 6     | 1     |
| Brasil · Brasil | 2004  | 3        | 0        | 5             | 0             | 5            | 1            | -                    | -                    | 13    | 1     |
| Brasil · Brasil | 2005  | 1        | 1        | 2             | 0             | -            | -            | -                    | -                    | 3     | 1     |
| Total           | Total | 10       | 3        | 18            | 1             | 13           | 3            | 7                    | 5                    | 48    | 12    |

#### Goles internacionales
| Gol | Fecha                    | Estadio                          | Oponente       | Marcó | Resultado | Competición                           |
| --- | ------------------------ | -------------------------------- | -------------- | ----- | --------- | ------------------------------------- |
| 1.  | 3 de julio de 1999       | Oddone Sarubbi, Ciudad del Este  | México         | 2-0   | 2-1       | Copa América 1999                     |
| 2.  | 24 de julio de 1999      | Estadio Jalisco, Guadalajara     | Alemania       | 3-0   | 4-0       | Copa FIFA Confederaciones 1999        |
| 3.  | 24 de julio de 1999      | Estadio Jalisco, Guadalajara     | Alemania       | 4-0   | 4-0       | Copa FIFA Confederaciones 1999        |
| 5.  | 1 de agosto de 1999      | Estadio Jalisco, Guadalajara     | Arabia Saudita | 4-2   | 8-2       | Copa FIFA Confederaciones 1999        |
| 6.  | 1 de agosto de 1999      | Estadio Jalisco, Guadalajara     | Arabia Saudita | 7-2   | 8-2       | Copa FIFA Confederaciones 1999        |
| 7.  | 26 de julio de 2000      | Morumbi, São Paulo               | Argentina      | 1-0   | 3-1       | Clasificatorias CONMEBOL Mundial 2002 |
| 8.  | 14 de septiembre de 2000 | The Gabba, Brisbane              | Eslovaquia     | 3-1   | 3-1       | Juegos Olímpicos Sídney 2000          |
| 9.  | 20 de septiembre de 2000 | The Gabba, Brisbane              | Japón          | 1-0   | 1-0       | Juegos Olímpicos Sídney 2000          |
| 10. | 18 de julio de 2000      | Pascual Guerrero, Colombia       | Paraguay       | 1-1   | 3-1       | Copa América 2001                     |
| 11. | 23 de junio de 2003      | Geoffroy-Guichard, Saint-Étienne | Turquía        | 2-2   | 2-2       | Copa FIFA Confederaciones 2003        |
| 12. | 18 de julio de 2004      | Miguel Grau, Piura               | México         | 1-0   | 4-0       | Copa América 2004                     |

### Como entrenador
| Equipo              | Div.                | Temporada           | Liga | Liga | Liga | Liga | Liga |    | Copa | Copa | Copa | Copa |   | Internacional | Internacional | Internacional | Internacional | Internacional |   | Otros | Otros | Otros | Otros |    | Totales     | Totales | Totales | Totales | Totales | Totales | Totales | Totales | Totales |
| Equipo              | Div.                | Temporada           | PD   | G    | E    | P    | Pos. | PD | G    | E    | P    | PD   | G | E             | P             | Pos.          | PD            | G             | E | P     | PD    | G     | E     | P  | Rendimiento | GF      | GC      | Dif.    |         |         |         |         |         |
| ------------------- | ------------------- | ------------------- | ---- | ---- | ---- | ---- | ---- | -- | ---- | ---- | ---- | ---- | - | ------------- | ------------- | ------------- | ------------- | ------------- | - | ----- | ----- | ----- | ----- | -- | ----------- | ------- | ------- | ------- | ------- | ------- | ------- | ------- | ------- |
| Avaí · Brasil       | 2.ª                 | 2023                | 4    | 1    | 0    | 3    | Inc. | 14 | 5    | 4    | 5    | -    | - | -             | -             | -             | -             | -             | - | -     | 18    | 6     | 4     | 8  | 40.74 %     | 22      | 25      | –3      |         |         |         |         |         |
| Avaí · Brasil       | Total               | Total               | 4    | 1    | 0    | 3    | -    | 14 | 5    | 4    | 5    | -    | - | -             | -             | -             | -             | -             | - | -     | 18    | 6     | 4     | 8  | 40.74 %     | 22      | 25      | –3      |         |         |         |         |         |
| Antalyaspor Turquía | 1.ª                 | 2024-25             | 18   | 6    | 3    | 9    | Inc. | 3  | 2    | 1    | 0    | -    | - | -             | -             | -             | -             | -             | - | -     | 21    | 8     | 4     | 9  | 44.45 %     | 29      | 40      | -11     |         |         |         |         |         |
| Antalyaspor Turquía | Total               | Total               | 18   | 6    | 3    | 9    | -    | 3  | 2    | 1    | 0    | -    | - | -             | -             | -             | -             | -             | - | -     | 21    | 8     | 4     | 9  | 44.45 %     | 29      | 40      | -11     |         |         |         |         |         |
| Total en su carrera | Total en su carrera | Total en su carrera | 22   | 7    | 3    | 12   | -    | 17 | 7    | 5    | 5    | -    | - | -             | -             | -             | -             | -             | - | -     | 39    | 14    | 8     | 17 | 42.74 %     | 51      | 65      | -14     |         |         |         |         |         |
| 1.                  |                     |                     |      |      |      |      |      |    |      |      |      |      |   |               |               |               |               |               |   |       |       |       |       |    |             |         |         |         |         |         |         |         |         |

#### Resumen por competiciones
| Competición            | Partidos | Ganados | Empatados | Perdidos | Ganados % |
| ---------------------- | -------- | ------- | --------- | -------- | --------- |
| Brasileirão Serie B    | 4        | 1       | 0         | 3        | 25 %      |
| Copa de Brasil         | 1        | 0       | 0         | 1        | 0 %       |
| Campeonato Catarinense | 13       | 5       | 4         | 4        | 48.72 %   |
| SüperLig               | 18       | 6       | 3         | 9        | 38.89 %   |
| Copa de Turquía        | 3        | 2       | 1         | 0        | 77.78 %   |
| Total                  | 39       | 14      | 8         | 17       | 42.74 %   |

## Palmarés

### Campeonatos regionales
| Título                | Club      | País                      | Año  |
| --------------------- | --------- | ------------------------- | ---- |
| Torneo Río-São Paulo  | Palmeiras | Río de Janeiro- São Paulo | 2000 |
| Campeonato Mineiro    | Cruzeiro  | Minas Gerais              | 2003 |
| Campeonato Mineiro    | Cruzeiro  | Minas Gerais              | 2004 |
| Campeonato Paranaense | Coritiba  | Paraná                    | 2013 |

### Campeonatos nacionales
| Título               | Club       | País    | Año       |
| -------------------- | ---------- | ------- | --------- |
| Copa de Brasil       | Palmeiras  | Brasil  | 1998      |
| Campeonato Brasileño | Cruzeiro   | Brasil  | 2003      |
| Copa de Brasil       | Cruzeiro   | Brasil  | 2003      |
| Superliga de Turquía | Fenerbahçe | Turquía | 2004-2005 |
| Superliga de Turquía | Fenerbahçe | Turquía | 2006-2007 |
| Supercopa de Turquía | Fenerbahçe | Turquía | 2007      |
| Supercopa de Turquía | Fenerbahçe | Turquía | 2009      |
| Superliga de Turquía | Fenerbahçe | Turquía | 2010-2011 |
| Copa de Turquía      | Fenerbahçe | Turquía | 2011-2012 |

### Copas internacionales
| Título                      | Club                       | Sede      | Año  |
| --------------------------- | -------------------------- | --------- | ---- |
| Torneo Esperanzas de Toulon | Selección de Brasil sub-23 | Tolón     | 1996 |
| Copa Mercosur               | Palmeiras                  | São Paulo | 1998 |
| Copa Libertadores           | Palmeiras                  | São Paulo | 1999 |
| Copa América                | Selección de Brasil        | Paraguay  | 1999 |
| Preolímpico Sub-23          | Selección de Brasil sub-23 | Londrina  | 2000 |
| Copa América                | Selección de Brasil        | Perú      | 2004 |